# Black Is the New Black
Black Is the New Black — девятый студийный альбом американской рок-группы Everclear, выпущенный 24 апреля 2015 и впервые на новом для группы лейбле The End Records.
Альбом получил положительные отзывы критиков, но был неуспешен в коммерческом плане.

## Отзывы
| Оценки критиков    | Оценки критиков |
| Источник           | Оценка          |
| ------------------ | --------------- |
| AllMusic           | [ 3 ]           |
| Goldmine           | [ 4 ]           |
| New Noise Magazine | (positive)      |

Альбом получил положительные отзывы критиков.
Стивен Томас Эрлевайн из Allmusic поставил оценку 3,5 из 5 звёзд и сказал: «Invisible Stars стал возвращением, пластинкой, на которой Everclear вернулись в строй, но его сиквел 2015 года, Black Is the New Black, — это место, где воссозданная группа Арта Алексакиса вошла в новую колею. Как следует из шутки про отца в названии, новый грув — это старый грув, возрождение самых грубых и жёстких частей расцвета группы в 90-х, и это относится не только к звучанию. Алексакис наполняет Black Is the New Black аллюзиями на монстров, насилие, разбитые мечты и прочую мерзость. Этого уродства вполне достаточно, чтобы иногда казаться плутовством, но Алексакис избегает его, становясь тяжелее и плотнее, оттачивая песни и в целом полагаясь на ремесло, а не на энергию. Этот трюк срабатывает: он вызывающе старомоден, но не зауряден, вероятно, потому, что мелодии цепляют, а за риффами стоят мускулы, придавая Black Is the New Black одновременно и основу, и драйв».
Обозреватель журнала Goldmine был удивлён ретро-мощью нового альбома Black is the New Black и отметил, что «Это, несомненно, Everclear, но гитарные риффы здесь более громоздкие (аля Дэйв Френч), мелодии припевов не перегружены, а суть написания песен как-то мрачнее. Отличные примеры — откровенные рок-хиты „Sugar Noise“, „Anything is Better Than This“ и „This is your Death Song“. Большинство песен в целом посвящены труднодостижимому искуплению и остаткам гнева, с которыми приходится иметь дело. Everclear звучат обновлённо, как новый источник энергии, снова приводящий в движение ретро-автомобиль».

## Список композиций
Слова и музыка всех песен — Art Alexakis, кроме указанных.
| №   | Название                                                 | Длительность |
| --- | -------------------------------------------------------- | ------------ |
| 1.  | «Sugar Noise»                                            | 3:12         |
| 2.  | «The Man Who Broke His Own Heart»                        | 3:56         |
| 3.  | «American Monster»                                       | 3:15         |
| 4.  | «Complacent»                                             | 3:28         |
| 5.  | «You»                                                    | 3:52         |
| 6.  | «This Is Your Death Song» (Alexakis, Chris Taylor Brown) | 2:25         |
| 7.  | «Simple and Plain»                                       | 3:25         |
| 8.  | «Anything Is Better Than This»                           | 3:09         |
| 9.  | «Van Gogh Sun»                                           | 4:27         |
| 10. | «Pretty Bomb» (Alexakis, Brown)                          | 3:03         |
| 11. | «Safe»                                                   | 5:32         |

## Чарты
Альбом был неуспешен в коммерческом плане и не попал в основной американский чарт Billboard 200, но был в топ-20 в альтернативном Top Alternative Albums и в чарте Independent Albums, а в Новой Зеландии вошёл в десятку лучших в Official New Zealand Music Chart.
| Чарт (2015)                            | Высшая позиция |
| -------------------------------------- | -------------- |
| Новая Зеландия (RMNZ)                  | 9              |
| США (Billboard Top Rock Albums)        | 22             |
| США (Billboard Top Alternative Albums) | 15             |
| США (Billboard Independent Albums)     | 11             |